# Штаркенбург (Рейнланд-Пфальц)
Штаркенбург (нім. Starkenburg) — громада в Німеччині, розташована в землі Рейнланд-Пфальц. Входить до складу району Бернкастель-Віттліх. Складова частина об'єднання громад Трабен-Трарбах.
Площа — 1,52 км2. Населення становить 233 ос. (станом на 31 грудня 2020).

## Галерея

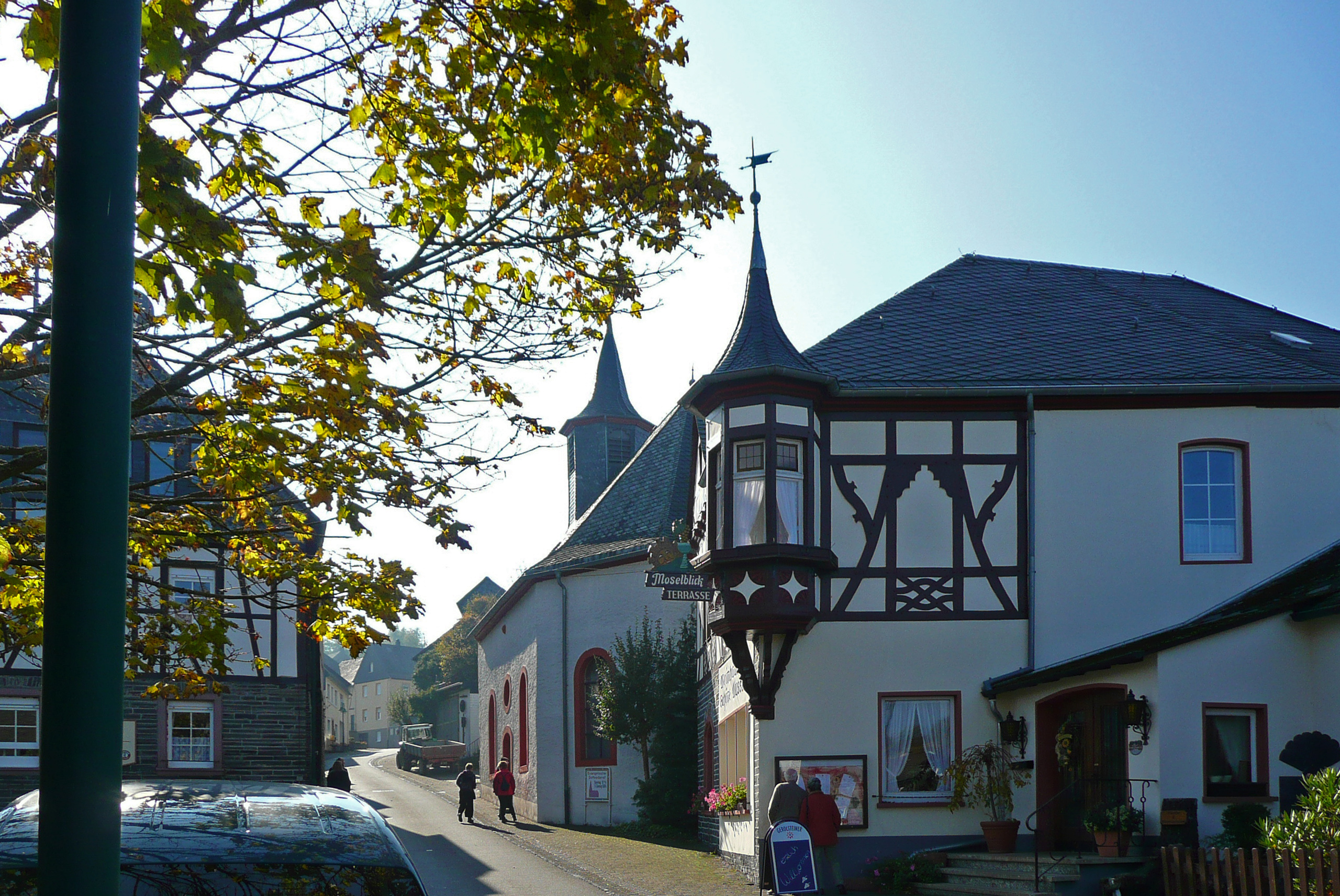